# Ficus phanrangensis
Ficus phanrangensis är en mullbärsväxtart som beskrevs av François Gagnepain. Ficus phanrangensis ingår i släktet fikonsläktet, och familjen mullbärsväxter. Inga underarter finns listade i Catalogue of Life.